# Striga asiatica
Espèce
Striga asiatica est une espèce de plantes parasites  de la famille des Orobanchaceae, originaire des régions tropicales et subtropicales d'Asie et d'Afrique.
Striga asiatica est un sérieux ravageur agricole qui parasite des cultures importantes, notamment le maïs, le riz, le sorgho et la canne à sucre, causant souvent des pertes substantielles de rendement.

## Description
Striga asiatica est une plante herbacée annuelle qui peut atteindre 30 à 40 cm de haut, mais limitée à quelques centimètres dans certaines formes.
Les plantes vigoureuses sont très ramifiées, mais certains écotypes ne le sont pas.
Les feuilles, vertes, sont étroitement lancéolées, d'une longueur de 1 à 5 cm et presque opposées décussées sur la tige, c'est-à-dire que les paires de feuilles successives forment un angle de 90° avec la paire précédente.
Les tiges et les feuilles portent des poils scabres, courts, de couleur blanche, clairsemés.
Les inflorescences, axillaires et terminales, regroupent de nombreuses fleurs sessiles.
Chaque fleur est sous-tendue par une petite bractée foliacée et deux bractéoles minuscules. Le calice tubulaire mesure environ 5 mm de long, et porte de 11 à 14 nervures. 
La corolle, également tubulaire, est approximativement deux fois plus longue que le calice. 
Les étamines, au nombre de cinq, sont soudées au tube de la corolle.
Le style, unique, porte un petit stigmate rond. 

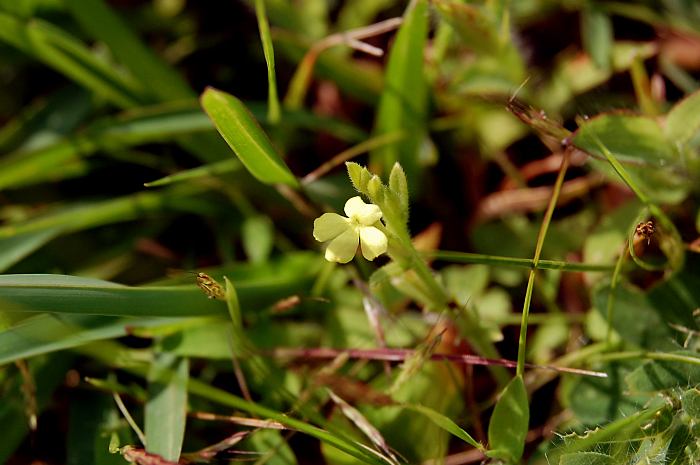
Plant à fleurs blanches.

La couleur des fleurs de Striga asiatica est très variable.
En Afrique australe et orientale, les fleurs sont généralement rouges, parfois jaunes dans certaines localités.
Dans le sous-continent indien et en Birmanie, les fleurs sont presque toujours blanches. 
En Arabie, les deux formes à fleurs blanches et à fleurs rouges coexistent. 
Des formes à fleurs jaunes se rencontrent sporadiquement en Afrique de l'Ouest et en Asie du Sud-Est, y compris la Thaïlande, l'Indonésie et la Chine. 
Le fruit est une capsule loculicide, d'environ 5 mm de long, contenant plusieurs centaines de graines. 
Les graines, elliptiques, ovales, oblongues, parfois de forme triangulaire ou irrégulière, sont très petites et mesurent environ 0,2 à 0,6 mm de long et 0,1 à 0,3 de large pour un poids de 5 pg. 
Ces graines peuvent survivre dans le sol pendant dix ans, voire jusqu'à vingt ans. 
Le système racinaire, relativement rudimentaire, est très spécialisé et trahit le caractère parasite de la plante. La radicule initiale pénètre dans une racine de l'hôte et forme un haustorium primaire de moins d'un millimètre de diamètre. Puis de nouvelles racines adventives apparaissent à l'aisselle des feuilles inférieures et forment des haustoriums secondaires au  contact avec d'autres racines de l'hôte. Les racines de Striga asiatica sont très fragiles et se cassent facilement lorsqu'on arrache la plante.

## Taxinomie

### Synonymes
Selon Catalogue of Life (20 octobre 2014) : 	
- Buchnera aquatica Wight ex Steud. ;
- Buchnera asiatica L. ;
- Buchnera coccinea Benth. ;
- Buchnera heyneana D. Dietr. ;
- Buchnera phoenicea Wall. ;
- Campuleia coccinea Hook. ;
- Striga asiatica var. coccinea (Benth.) S.S.R. Bennet ;
- Striga asiatica var. humilis (Benth.) D.Y. Hong ;
- Striga asiatica var. lutea (Lour.) M.R.Almeida ;lutea (Lour.) M.R.Almeida
- Striga coccinea Benth.;
- Striga coccinea Druce ;
- Striga eustriga Steud. ;
- Striga hirsuta Benth. ;
- Striga hirsuta var. humilis Benth. ;
- Striga lutea Lour. ;
- Striga parvula Miq. ;
- Striga phoenicea Benth. ;
- Striga pusilla Hochst. ex Benth. ;.
- Striga zangebarica Klotzsch.

### Liste des variétés
Selon Tropicos (20 octobre 2014) (Attention liste brute contenant possiblement des synonymes) :
- variété Striga asiatica var. asiatica
- variété Striga asiatica var. humilis (Benth.) D.Y. Hong

## Distribution
Striga asiatica est considérée comme indigène dans les régions tropicales et subtropicales d'Asie et d'Afrique, bien que l'espèce semble avoir agrandi son aire de répartition dans ces régions au cours des dernières décennies. On la rencontre dans l'Asie méridionale (péninsule Arabique, sous-continent indien, Asie du Sud-Est, Chine, en Afrique subsaharienne et en Égypte, ainsi que dans les île de l'océan indien (Madagascar, Réunion, Comores, Maurice, Seychelles).
L'espèce a été introduite aux États-Unis où elle a été découverte en 1956 alors qu'elle occupait déjà une surface d'environ 20 000 hectares en Caroline du Nord et Caroline du Sud. Des mesures ont été prises pour contrer ce parasite, comportant trois types d'actions : contrôle et cartographie des zones infestées, quarantaine pour éviter l'expansion de la plante parasite vers d'autres États, éradication par destruction des plantes avant qu'elles n'atteignent le stade de la grenaison. Ces mesures ont permis d'éradiquer le parasite sur 99 % des zones infestées en 2011. La destruction des graines présentes dans le sol s'obtient par la technique de la « germination suicide » qui consiste à provoquer la germination, par injection d'éthylène dans le sol, en l'absence de plantes hôtes (en ayant au besoin détruit par des herbicides les graminées adventices qui peuvent aussi être parasitées).

## Moyens de lutte
En cas d'infestations légères, la meilleure méthode pour maîtriser le parasite consiste à désherber à la main pour éliminer la plante parasite avant qu'elle ne produise des graines.
Pour les infestations plus importantes, un programme de lutte intégrée doit être mis en place.
les moyens à envisager sont les suivants :
- mettre en place des cultures-pièges pendant au moins trois ans. Ce sont des cultures qui stimulent la germination des graines de striga mais n'hébergent pas le parasite, comme le coton ou le soja, ou bien de culture qui sont récoltées avant que le striga atteigne le stage de production des graines. Toutefois, ces cultures doivent être soigneusement désherbées car le parasite peut aussi se développer sur des mauvaises herbes de la famille des graminées.
- laisser le sol en jachère pendant plusieurs années
- injecter de l'éthylène dans le sol. L'éthylène stimule la germination du striga, mais les plantules du parasite meurent en l'absence d'hôte adéquat (germination suicide).
- rehausser le niveau d'azote dans le sol, l'azote ayant la propriété de réduire les dégâts du striga sur les plantes hôtes.
- cultiver des variétés de céréales tolérant le parasite.
- traiter avec des herbicides connus pour empêcher l'émergence des plantules de striga ou la production de graines[8].

Lutte biologique : des recherches ont montré que le champignon Fusarium oxysporum, isolé à partir de plants infectés de Striga hermonthica au Ghana, pouvait avoir une action très efficace pour réduire le stock de graines de Striga asiatica présentes dans le sol. Il n'aurait cependant aucun effet sur les plants émergés du sol.